# Valencia Basket Club 2022-2023
Questa voce raccoglie le informazioni riguardanti il Valencia Basket Club nelle competizioni ufficiali della stagione 2022-2023.

## Stagione
La stagione 2022-2023 del Valencia Basket Club è la 34ª nel massimo campionato spagnolo di pallacanestro, la Liga ACB.

## Roster
Aggiornato al 26 luglio 2022.
| Valencia Basket Club 2022-23 | Valencia Basket Club 2022-23 |
| Giocatori                    | Staff tecnico                |
| ---------------------------- | ---------------------------- |

| N. | Naz.                                           | Ruolo | Nome                   | Anno | Alt.   | Peso   |  |
| -- | ---------------------------------------------- | ----- | ---------------------- | ---- | ------ | ------ |  |
| 0  | Stati Uniti (bandiera)                         | P     | Jared Harper           | 1997 | 178 cm | 79 kg  |  |
| 1  | Spagna (bandiera)                              | A     | Víctor Claver          | 1988 | 207 cm | 102 kg |  |
| 2  | Spagna (bandiera)                              | AP    | Josep Puerto           | 1999 | 199 cm | 90 kg  |  |
| 3  | Slovenia (bandiera)                            | G     | Klemen Prepelič        | 1992 | 191 cm | 75 kg  |  |
| 4  | Spagna (bandiera)                              | AC    | Jaime Pradilla         | 2001 | 202 cm | 106 kg |  |
| 5  | Stati Uniti (bandiera)                         | AG    | James Webb             | 1993 | 205 cm | 95 kg  |  |
| 6  | Spagna (bandiera)                              | AP    | Xabier López-Arostegui | 1997 | 200 cm | 98 kg  |  |
| 7  | Stati Uniti (bandiera) · Armenia (bandiera)    | P     | Chris Jones            | 1993 | 188 cm | 91 kg  |  |
| 8  | Spagna (bandiera)                              | P     | Guillem Ferrando       | 2002 | 184 cm | 78 kg  |  |
| 9  | Belgio (bandiera)                              | P     | Sam Van Rossom         | 1986 | 188 cm | 88 kg  |  |
| 12 | Stati Uniti (bandiera) · Montenegro (bandiera) | G     | Jonah Radebaugh        | 1997 | 191 cm | 84 kg  |  |
| 13 | Stati Uniti (bandiera) · Guinea (bandiera)     | P     | Shannon Evans          | 1994 | 185 cm | 78 kg  |  |
| 14 | Montenegro (bandiera)                          | C     | Bojan Dubljević (C)    | 1991 | 205 cm | 105 kg |  |
| 16 | Spagna (bandiera)                              | AP    | Millán Jiménez         | 2002 | 199 cm |        |  |
| 21 | Canada (bandiera) · Giamaica (bandiera)        | AC    | Kyle Alexander         | 1996 | 208 cm | 98 kg  |  |
| 24 | Islanda (bandiera)                             | P     | Martin Hermannsson     | 1994 | 190 cm | 77 kg  |  |
| 41 | Cuba (bandiera)                                | AC    | Jasiel Rivero          | 1993 | 206 cm | 100 kg |  |
| 50 | Spagna (bandiera)                              | AP    | Sergio De Larrea       | 2005 | 198 cm |        |  |
| 51 | Argentina (bandiera) · Spagna (bandiera)       | C     | Gonzalo Bressan        | 2001 | 205 cm |        |  |
| 55 | Spagna (bandiera)                              | P     | Lucas Marí             | 2005 | 197 cm |        |  |

| Allenatore |
| - Álex Mumbrú |
| Assistente/i |
| - Juan Maroto - Fernando San Emeterio - Javier Vilaplana Legenda - (C) Capitano - (IN) Inattivo - Infortunato Roster |

## Mercato

### Sessione estiva
| Acquisti | Acquisti        | Acquisti             | Acquisti   | Acquisti |
| R.a      | Nome            | da                   | Modalità   |          |
| -------- | --------------- | -------------------- | ---------- | -------- |
| P        | Jared Harper    | N.O. Pelicans        | svincolato |          |
| P        | Chris Jones     | ASVEL                | svincolato |          |
| P        | Jonah Radebaugh | Canarias Tenerife    | svincolato |          |
| AG       | James Webb      | Murcia               | svincolato |          |
| AC       | Kyle Alexander  | Scarborough S. Stars | svincolato |          |

| Cessioni | Cessioni           | Cessioni     | Cessioni       | Cessioni |
| R.       | Nome               | a            | Modalità       |          |
| -------- | ------------------ | ------------ | -------------- | -------- |
| P        | Nenad Dimitrijević | UNICS Kazan' | prestito       |          |
| P        | Guillem Ferrando   | Melilla      | prestito       |          |
| G        | Olivier Hanlan     | Free agent   | fine contratto |          |
| AG       | Louis Labeyrie     | UNICS Kazan' | fine contratto |          |
| C        | Mike Tobey         | Barcellona   | fine contratto |          |

### Dopo l'inizio della stagione
| Acquisti | Acquisti         | Acquisti   | Acquisti         | Acquisti      |
| R.       | Nome             | da         | Data             | Modalità      |
| -------- | ---------------- | ---------- | ---------------- | ------------- |
| P        | Guillem Ferrando | Melilla    | 28 novembre 2022 | fine prestito |
| P        | Shannon Evans    | Real Betis | 18 gennaio 2023  | definitivo    |

| Cessioni | Cessioni         | Cessioni | Cessioni         | Cessioni |
| R.       | Nome             | a        | Data             | Modalità |
| -------- | ---------------- | -------- | ---------------- | -------- |
| P        | Guillem Ferrando | Albacete | 15 febbraio 2023 | prestito |